# Парк партизанської слави (Заріччя)
Парк партиза́нської сла́ви — парк-пам'ятка садово-паркового мистецтва загальнодержавного значення в Україні. Об'єкт розташований у межах Надвірнянського району Івано-Франківської області, на схід від села Заріччя.
Площа — 7 га, статус отриманий у 1983 році. Перебуває у віданні ДП «Делятинський держлісгосп» (Зарічанське л-во, кв. 24).
Зростають: кедр карпатський, дуб червоний, горіх чорний, туя західна, липа дрібнолиста, ялівець козацький, смерека срібляста та інші.

## Галерея

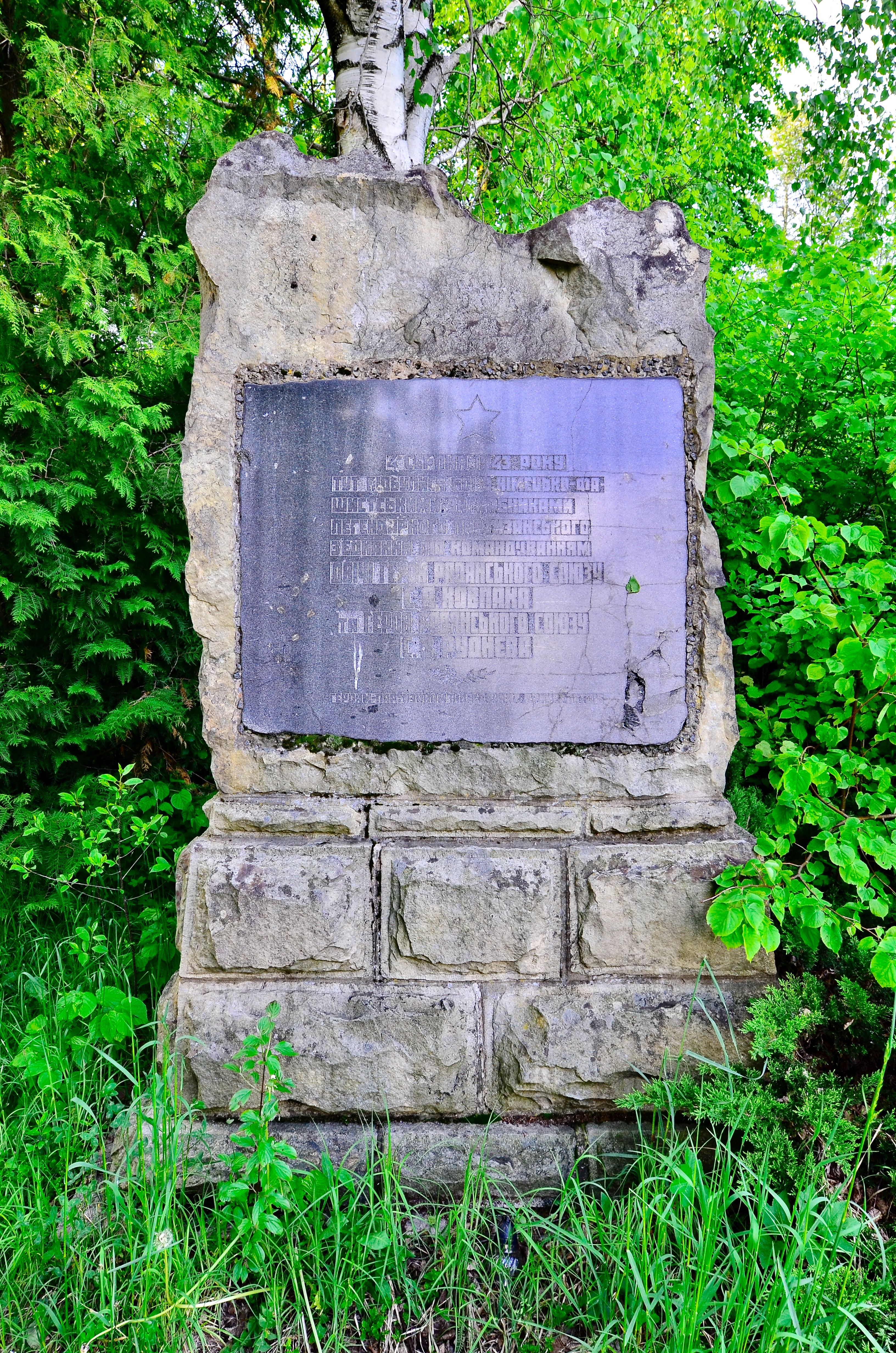
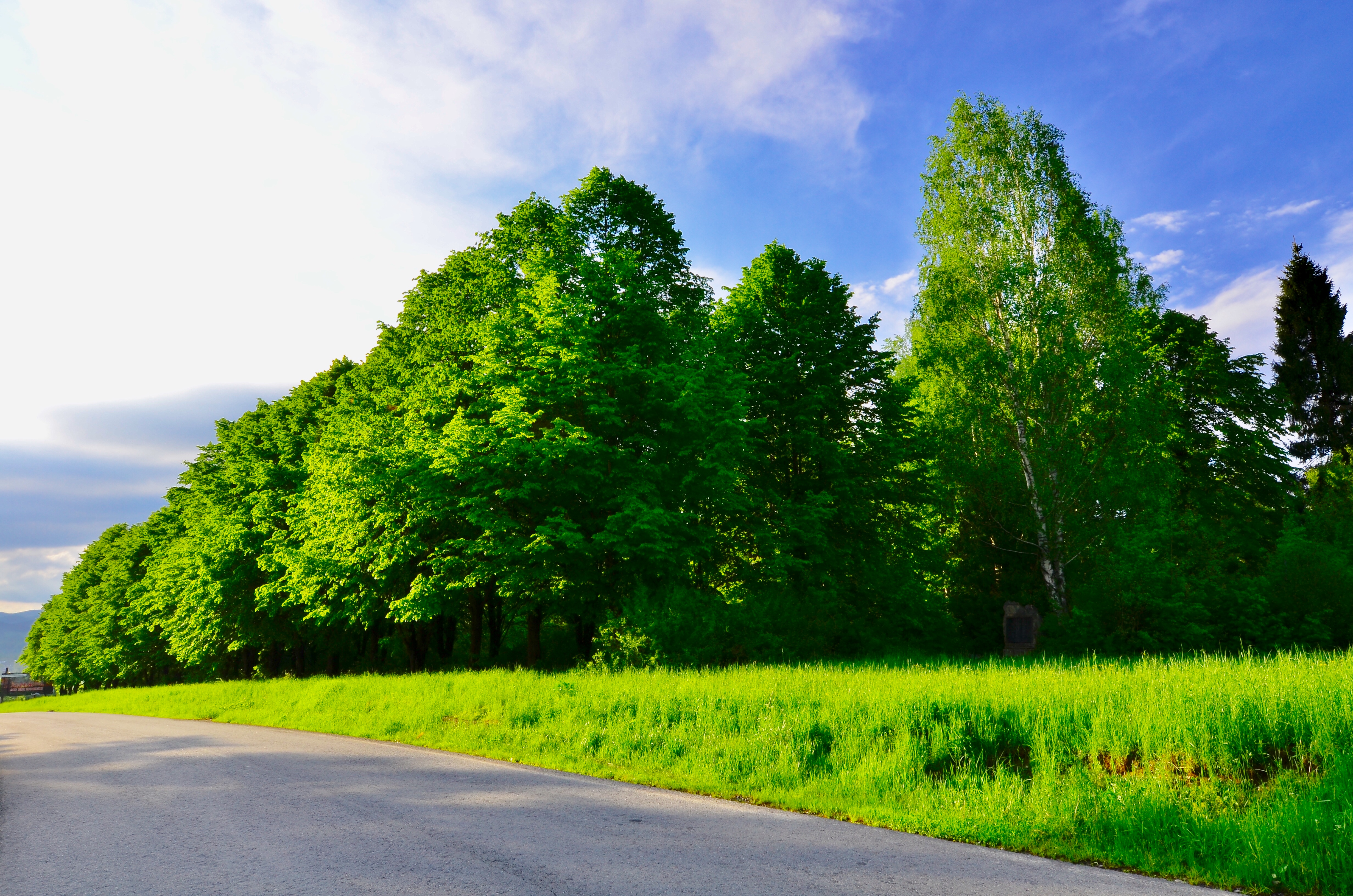
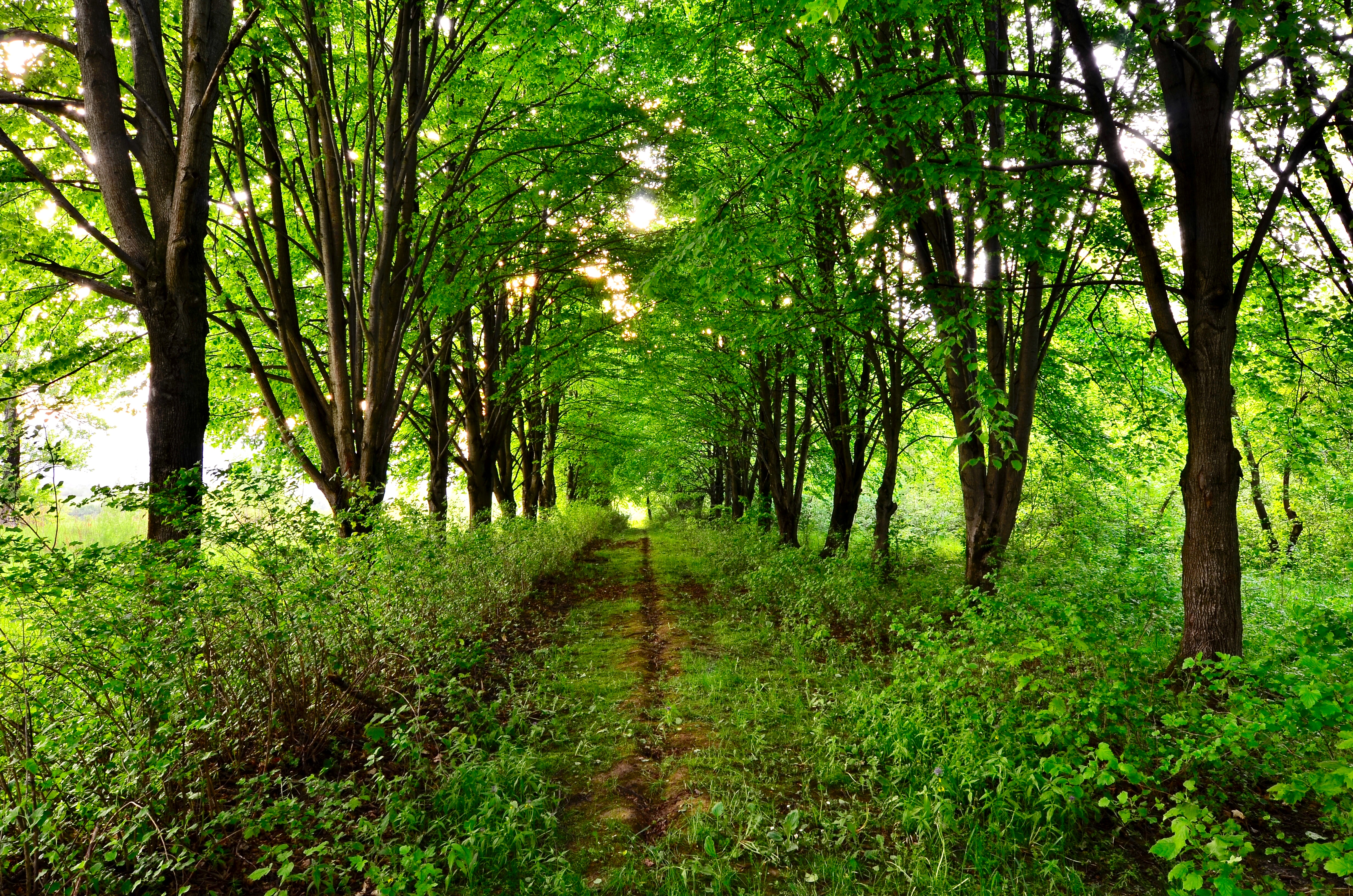